# Echinodictyum cavernosum
Echinodictyum cavernosum är en svampdjursart som beskrevs av Thiele 1899. Echinodictyum cavernosum ingår i släktet Echinodictyum och familjen Raspailiidae.
Artens utbredningsområde är havet kring Indonesien. Inga underarter finns listade i Catalogue of Life.